# Robin Atkin Downes
Robin Atkin Downes (Londen, 6 september 1976) is een Brits acteur en stemacteur. 

## Downes
Downes werd geboren en groeide op in Londen en woont nu in Los Angeles. Hij haalde zijn master of fine arts aan de Temple University in Philadelphia (Pennsylvania). 
Downes begon in 1990 met acteren als stemacteur in de videospel Lord of the Rings, waarna hij in nog meer dan 440 videospellen, televisieseries en films speelde als acteur en stemacteur. 

## Filmografie

### Films
Selectie:
- 2021 Licorice Pizza - als nieuwslezer
- 2019 How to Train Your Dragon: The Hidden World - als Ack (stem)
- 2018 Hotel Transylvania 3 - als diverse stemmen
- 2016 Batman: The Killing Joke - als Detective Harvey Bullock (stem)
- 2016 Suicide Squad - als Angelo
- 2016 The Conjuring 2 - als demoon (stem)
- 2016 Batman v Superman: Dawn of Justice - als stem
- 2015 San Andreas - als nieuwspresentator
- 2014 Postman Pat: The Movie - als Simon Cowbell (stem)
- 2012 Prometheus - als computerstem
- 2012 Battleship - als voetbalcommentator
- 2011 Happy Feet Two - als stem
- 2011 The Eagle - als Centurion
- 2010 Repo Men - als nieuwsverslaggever
- 2010 How to Train Your Dragon - als Ack (stem)
- 2009 Transformers: Revenge of the Fallen - als stem
- 2008 Body of Lies - als nieuwscorrespondent
- 2008 Meet the Spartans - als verteller (stem)
- 2007 The Kingdom - als verslaggever
- 2006 Garfield: A Tail of Two Kitties - als stem
- 2002 Barbie as Rapunzel - als prins Stephan (stem)

### Televisieseries
Selectie:
- 2024 X-Men '97 - als stem - 6 afl.
- 2021-2024 What If...? - als diverse stemmen - 14 afl.
- 2022-2023 Search for Sandvich - als Evil Head of C.R.U.S.T. - 13 afl.
- 2023 Ahsoka - als stem - 4 afl.
- 2022 Cars on the Road - als stem - 4 afl.
- 2021 Arcane - als diverse stemmen - 8 afl.
- 2021 Star Wars: The Bad Batch - als Cham Syndulla (stem) - 2 afl.
- 2020 The Umbrella Academy - als Carmichael (stem) - 2 afl.
- 2019 Guardians of the Galaxy - als Serpent (stem) - 4 afl.
- 2014-2017 The Strain - De Meester (stem) - 26 afl.
- 2016-2017 Voltron: Legendary Defender - als diverse stemmen - 5 afl.
- 2016 Star Wars Rebels - als Cham Syndulla (stem) - 2 afl.
- 2010-2015 Regular Show - als diverse stemmen - 15 afl.
- 2015 Ultimate Spider-Man - als Annihilus / Abomination (stemmen) - 2 afl.
- 2014-2015 Sofia the First - als diverse stemmen - 4 afl.
- 2013-2015 Hulk and the Agents of S.M.A.S.H. - als Abomination / Annihilus / Mr. Fantastic - 10 afl.
- 2014 Beware the Batman - als diverse stemmen - 6 afl.
- 2009-2014 The Clone Wars - als diverse stemmen o.a. Rush Clovis / Cham Syndulla / Cin Drallig - 11 afl.
- 2011-2013 Generator Rex - als diverse stemmen - 5 afl.
- 2011-2012 Thundercats - als diverse stemmen - 14 afl.
- 2010-2012 The Avengers: Earth's Mightiest Heroes - als Baron Zemo / Abomination - 8 afl.
- 2011 Animals Say the Wildest Things - als stem - 6 afl.
- 2010 Batman: The Brave and the Bold - als Firefly / Weather Wizard - 2 afl.
- 2008 The Starter Wife - als Jeff - 3 afl.
- 2006 Avatar: The Last Airbender - als diverse stemmen - 3 afl.
- 2005 Stroker and Hoop - als diverse stemmen - 5 afl.
- 1997-1998 Babylon 5 - als Byron / Morann - 9 afl.

### Computerspellen
Selectie:
- 2024 Final Fantasy VII Rebirth - als stem
- 2023 Diablo IV - als stem
- 2023 Star Wars Jedi: Survivor - als stem
- 2021 Ratchet & Clank: Rift Apart - als Emperor Nefarious
- 2021 Sea of Thieves - als Davy Jones
- 2020 Star Wars: Squadrons - als Colonel Graim
- 2019 Call of Duty: Modern Warfare - als stem
- 2019 Gears 5 - als diverse stemmen
- 2019 Kingdom Hearts III - als Davy Jones / Luxord
- 2017 For Honor - als Gudmundr Branson
- 2016 Uncharted 4: A Thief's End - als Hector Alcazar
- 2015 Fallout 4 - als Finn / Sinjin
- 2015 Halo 5: Guardians - als Spartaan leider
- 2015 Metal Gear Solid V: The Phantom Pain - als Kazuhira Miller
- 2015 Batman: Arkham Knight - als diverse stemmen
- 2015 Disney Infinity 3.0 - Stormtrooper
- 2015 LEGO Dimensions - ACU Trooper / Alfred Pennyworth
- 2015 Saints Row: Gat out of Hell - als president van Amerika
- 2014 Game of Thrones: A Telltale Games Series - als diverse stemmen
- 2014 LEGO Batman 3: Beyond Gotham - als Alfred Pennyworth / Captain Cold / Deadshot / Firefly / Manchester Black / Heat Wave
- 2014 Skylanders: Trap Team - als Blades / Hoot Loop
- 2014 Infamous: Second Son - als diverse stemmen
- 2014 Metal Gear Solid V: Ground Zeroes - als diverse stemmen
- 2013 Batman: Arkham Origins - als diverse stemmen
- 2013 Skylanders: Swap Force - als Hoot Loop
- 2013 Saints Row IV - als president van Amerika
- 2013 The Last of Us - als Robert
- 2013 Metro: Last Light - als stem
- 2013 Far Cry 3: Blood Dragon - als dr. Carlyle
- 2013 BioShock Infinite - als stem
- 2013 Gears of War: Judgment - als Jack / gekke radiopresentator / House
- 2013 StarCraft II: Heart of the Swarm - als wetenschapper Vessel
- 2013 Tomb Raider - als diverse stemmen
- 2013 Sly Cooper: Thieves in Time - als stem
- 2013 The Cave - als vader van tweeling / Xavetar / Miner
- 2012 Guardians of Middle-earth - als Bilbo Baggins
- 2012 Assassin's Creed III - als George Washington
- 2012 Skylanders: Giants - als Hoot Loop
- 2012 Guild Wars 2 - als Warrior
- 2012 Darksiders II - als The Archon
- 2012 Diablo III - als demonenjager
- 2012 Resident Evil: Operation Raccoon City - als Dee-Ay
- 2012 Kingdoms of Amalur: Reckoning - als Grimshaw
- 2012 Epic Mickey 2: The Power of Two - als Gremlin Flynn
- 2011 Star Wars: The Old Republic - als diverse stemmen
- 2011 Final Fantasy XIII - als diverse stemmen
- 2011 Saints Row: The Third - als stem
- 2011 The Elder Scrolls V: Skyrim - als Brynjolf
- 2011 Call of Duty: Modern Warfare 3 - als piloot
- 2011 Uncharted 3: Drake's Deception - als Talbot / Atoq Navarro
- 2011 Ratchet & Clank: All 4 One - als dr. Frumpus Croid
- 2011 Skylanders: Spyro's Adventure - als Dyno Rang
- 2011 Gears of War 3 - als Locust Kantus / Locust Boomer
- 2011 F.E.A.R. 3 - als Michael Beckett
- 2011 Dungeon Siege III - als diverse stemmen
- 2011 Dragon Age II - als Keran / Jansen
- 2010 Fallout: New Vegas - als diverse stemmen
- 2010 StarCraft II: Wings of Liberty - als wetenschapper Vessel
- 2010 Metal Gear Solid: Peace Walker - als Kazuhira Miller
- 2010 Army of Two: The 40th Day - als Breznev
- 2009 The Saboteur - als Sean
- 2009 Dragon Age: Origins - als diverse stemmen
- 2009 Uncharted 2: Among Thieves - als Tenzin
- 2009 Ratchet & Clank Future: A Crack in Time - als kapitein Slag
- 2009 Red Faction: Guerrilla - als stem
- 2009 Infamous - als advocaat / dakloze man
- 2009 Bionic Commando - als Thomas 'Sniper' Clarke / piloot
- 2009 Halo Wars - als diverse stemmen
- 2008 Gears of War 2 - als diverse stemmen
- 2008 Resistance 2 - als Daedelus
- 2008 Ratchet & Clank Future: Quest for Booty - als kapitein Slag
- 2008 God of War: Chains of Olympus - als boodschapper
- 2008 Spider-Man: Web of Shadwos - als Moon Knight
- 2007 Mass Effect - als Sebastian Van Heerden
- 2007 Uncharted: Drake's Fortune - als Atoq Navarro
- 2007 Pirates of the Caribbean Online - als Davy Jones
- 2007 Ratchet & Clank Future: Tools of Destruction - als kapitein Slag
- 2007 Team Fortress 2 - als diverse stemmen
- 2007 Enemy Territory: Quake Wars - als medicus / Strogg
- 2007 Spider-Man: Friend or Foe - als Mysterio
- 2007 Medieval II: Total War: Kingdoms - als stem
- 2007 At World's End - als Davy Jones
- 2007 S.T.A.L.K.E.R.: Shadow of Chernobyl - diverse stemmen
- 2007 God of War II - als vertaler
- 2007 Supreme Commander - als stem
- 2006 Star Wars: Empire at War: Forces of Corruption - als admiraal Thrawn
- 2006 The Lord of the Rings: The Battle for Middle-earth II: The Rise of the Witch-king - als Orcs
- 2006 Resistance: Fall of Man - als generaal Hadley
- 2006 Call of Duty 3 - als stem
- 2006 Marvel: Ultimate Alliance - als Dark Cyclops / Dr. Bruce Banner / Crimson Dynamo
- 2006 Just Cause - als Rico Rodriguez
- 2006 Titan Quest - als stem
- 2006 X-Men: The Official Game - als Sabretooth / Sentinel
- 2006 Star Wars: Empire at War - als admiraal Thrawn
- 2006 The Outfit - als Pere Francois
- 2005 Kingdom Hearts II - als Luxord
- 2005 Call of Duty 2 - als stem
- 2005 Quake 4 - als stem
- 2005 Guild Wars - als prins Rurik of Ascalon
- 2005 Jade Empire - als diverse stemmen
- 2004 Star Wars: Knights of the Old Republic II: The Sith Lords - als Nikko
- 2004 Prince of Persia: Warrior Within - als prins
- 2004 Call of Duty: Finest Hour - als Carlysle / Russische kapitein
- 2004 Halo 2 - als Prophet of Regret
- 2004 X-Men Legends - als Cyclops / Pyro
- 2004 Call of Duty: United Offensive - als majoor Ingram
- 2004 Doom 3 - als dr. Richard Davies / Henry Nelson / Richard Price
- 2004 Ninja Gaiden - als Gamov
- 2003 Star Wars: Knights of the Old Republic- als Griff Vao / Mekel
- 2002 X-Men: Next Dimension - als Pyro / John Allerdyce

- Bibliothèque nationale de France: cb151063636 (data)
- Library of Congress Control Number: no2010130685
- Virtual International Authority File: 76612443
- WorldCat: E39PBJfMgx7MGGc3pMgWQWc773